# Aurélien Sauvageot
Aurélien Sauvageot (kiejtése kb. „oréljen szovázso”) (Konstantinápoly, 1897. április 13. – Aix-en-Provence, 1988. december 5.) francia nyelvész, hungarológus és finnugrista. Az első francia–magyar szótár megalkotója.

## Életútja
Az École Normale Supérieure diákjaként germanisztika szakon szerzett diplomát. Tanára, Antoine Meillet utasította, hogy kezdje el tanulmányozni a finnugor nyelveket (a korábban kijelölt szakértő elesett az első világháborúban). 1918 során Uppsalaban, 1919-ban pedig Finnországban Eemil Nestor Setälänál tartózkodott, nyelveket tanult. 1923-tól 8 éven át Budapesten az Eötvös Kollégium franciatanára volt („Sóvágó professzor”). Kiválóan megtanult magyarul, baráti köréhez tartozott Gyergyai Albert, Kodály Zoltán, Gombocz Zoltán, a Nyugat írói.
1929-ben Párizsban megvédte finnugrisztika témájú doktori disszertációját az urál-altáji nyelvek szókincsének tagolásáról. 1931-ben hazatért és megalapította Franciaország első finnugor tanszékét a párizsi École nationale des langues orientales keretein belül. Itt töltötte aktív éveit; 1931-től tanította a magyar nyelvet. Nevéhez fűződik Franciaországban a finnugrisztika tudományának megalapozása és a hungarológia művelése.
1932-ben adta ki francia–magyar szótárát, melyet 1937-ben magyar–francia párja követett.
A második világháborúban, (a Vichy-rezsim alatt), 1941-ben eltávolították katedrájáról (az ürügy: szabadkőműves kötődése), a Párizsi Magyar Intézetbe került, finn és magyar fordítóként dolgozott. 1943 februárjában csak erőteljes magyar és finn nyomásra helyezték vissza.
A háború után jelentette meg a korábbi módszertanokkal szakító finn (1949) és magyar (1951) nyelvtanát. 1970-ben megindította az Études finno-ougriennes c. nemzetközi finnugrisztikai évkönyvet.
1964-ben az Eötvös Loránd Tudományegyetem ünnepi közgyűlésen díszdoktorrá avatta, 1979-ben pedig a Magyar Tudományos Akadémia tiszteletbeli tagjává választották. A finn akadémia külföldi tagja is volt.
35 évi oktatómunkát követően, 1967-ben vonult nyugdíjba. Halála évében jelentek meg franciául, majd idehaza magyarul is Magyarországi életutam címmel írott visszaemlékezései.
Műfordítóként többek közt Babits Mihály, Jókai Mór, Mécs László, Veres Péter műveit ültette át franciára.
Aix-en-Provence-ban (Aix Marseille Université) őrzött hagyatékáról az alábbiakat lehet tudni: „13 db egységet (levelet nyomtatványt, kéziratot…) tartalmaz, melynek csak egy része számít magyar vonatkozásúnak.”

## Művei
- Recherches sur le vocabulaire des langues ouralo-altaïques; Hornyánszky Ny., Bp., 1929
- Francia–magyar és magyar–francia nagy kéziszótár; közrem. Balassa József, Benedek Marcell; Dante, Bp., 1932–1937
- Découverte de la Hongrie; Alcan, Paris, 1937
- Esquisse de la langue finnoise; Klincksieck, Paris, 1949
- Esquisse de la langue hongroise; Klincksieck, Paris, 1951 (Les langues et leurs structures)
- Les procédés expressifs du français contemporain; Klincksieck, Paris, 1957
- Les anciens Finnois; Klincksieck, Paris, 1960
- Français écrit, français parlé; Larousse, Paris, 1962 (La langue vivante)
- Portrait du vocabulaire français; Larousse, Paris, 1964 (La langue vivante)
- Premier livre de hongrois; Impr. Nationale, Paris, 1965 (Bibliothèque de l'École des Langues Orientales Vivantes)
- Histoire de la Finlande, 1-2.; Impr. Nationale–Geuthner, Paris, 1968 (Bibliothèque de l'École des langues orientales vivantes)
- L'édification de la langue hongroise; Klincksieck, Paris, 1971 (Publications de la Faculté des Lettres et Sciences Humaines de Paris-Sorbonne Sér. Recherches)
- Analyse du français parlé. Recherches/applications; Hachette, Paris, 1972
- L'élaboration de la langue finnoise; Klincksieck, Paris, 1973 (Collection linguistique)
- Français d'hier ou français de demain?; Nathan, Paris, 1978 (Collection langues en question)
- Souvenirs de ma vie hongroise; Corvina, Bp., 1988
- Magyarországi életutam; ford. Várady-Brenner Mária, előszó Bajomi Lázár Endre; Európa, Bp., 1989 (Emlékezések)
- Souvenirs de ma vie hongroise; Collège Eötvös József ELTE–Institut Français de Budapest, Bp., 2013
- Magyarországi életutam; 2., jav. kiad.; ELTE Eötvös József Collegium–Budapesti Francia Intézet, Bp., 2013